# 波奇迈杰尔
波奇迈杰尔，是匈牙利佩斯州所辖的一个村。总面积13.08平方公里，总人口1838，人口密度140.5人/平方公里（2011年1月1日）。